# Igreja Presbiteriana não Subescrevente da Irlanda
Igreja Presbiteriana Não Subescrevente da Irlanda (em inglês:  Non-subscribing Presbyterian Church of Ireland) - NSCPI - é uma igreja protestante liberal da Irlanda e Irlanda do Norte. Originária da recusa de vários ministros em subescrever a Confissão de Westminster em 1725, formando o presbitério não subescrevente de Antrim. Em 1830, um grupo do Ulster repetiu o gesto e formou o sínodo remonstrante. Em 1910, os dois grupos fundiram-se na presente igreja.

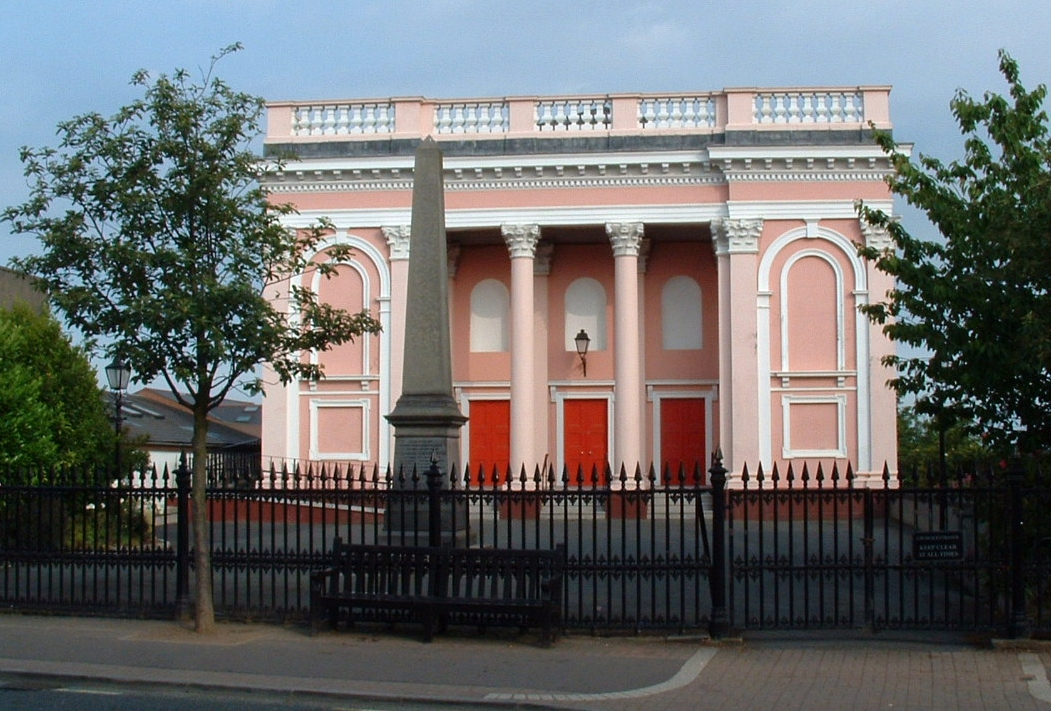
Primeira Igreja Presbiteriana Não-Subscrevente, em Holywood, Condado de Down.

Em 2013, a denominação relatou ter 33 congregações e 4.000 membros. Desde então, nenhuma estatística mais recente foi divulgada. A NSCPI é membro do Concílio Irlandês das Igrejas, da Rede Europeia Protestante Liberal e da Associação Internacional para Liberdade Religiosa. Possui boas relações com a Assembleia Geral das Igrejas Unitárias e Livres do Reino Unido, formando seus ministros em conjuntos com essa igreja.

## Princípios
Apesar de não ter um credo, segue alguns princípios doutrinários que:
- Toda a doutrina deve ser coerente com os ensinamentos de Cristo;
- Os cristãos devem se unir, não por dogma, mas na unidade da busca pela verdade e pelos princípios das Escrituras.
- A NSCPI permite que qualquer pessoa tenha sua própria interpretação da Bíblia com a razão de conhecer a Verdade Divina.
- Rejeitam profissões de fé, deixando-se o direito às suas próprias opiniões sobre questões de fé, os membros da Igreja.